# Batu Manumpak (Pangaribuan)
Batu Manumpak is een bestuurslaag in het regentschap Tapanuli Utara van de provincie Noord-Sumatra, Indonesië. Batu Manumpak telt 2479 inwoners (volkstelling 2010).